# POWER9
A POWER9 az IBM által gyártott szuperskalár, többszálas, többmagos mikroprocesszor-család, amely a Power utasításkészlet-architektúrán alapul. A POWER8 utódja. 2016 augusztusában jelentették be. A POWER9 alapú processzorok 14 nm-es FinFET eljárással készülnek, 12 és 24 magos kiépítésben, emellett scale out (SO) és scale up (SU) skálázási változatokban elérhetőek, és esetlegesen más változatokban is, mivel a POWER9 architektúra nyitott a licencelés és módosítások céljaira az OpenPOWER Alapítvány tagjai számára. Összesen négy célzott lapka-implementáció létezik (a magok száma szerint 24/SO, 24/SU, 12/SO és 12/SU).
A Summit szuperszámítógép, amely 2024-ben a kilencedik helyen állt a világ szuperszámítógépeinek ranglistáján (a 2024 júniusi TOP500 lista alapján), a POWER9-en alapul, ezek mellett Nvidia Tesla GPU-kat használ gyorsítóként.

## Tervezés

### Mag
A POWER9 magjának két változata van, egy négyutas többszálas SMT4 és egy nyolcutas SMT8 jelű. Az SMT4 és SMT8 magok összeállítása hasonló, mind a kettő több úgynevezett „szeletből” áll (slice), melyeket közös ütemezők táplálnak. A szelet egyszerű 64 bites egyszálas feldolgozó mag, betöltő-tároló (LSU), fixpontos (ALU) egységekkel és egy vektor-skalár egységgel (VSU, SIMD és lebegőpontos műveletekhez). Két összekapcsolt szelet alkotja a „szuperszeletet” (super-slice). Egy SMT4 mag egy 32 KiB-os (1 KiB = 1024 bájt) L1 utasítás-gyorsítótárat, egy 32 KiB-os L1 adat-gyorsítótárat, egy utasításlehívó egységet (IFU) és egy utasítássorrend-vezérlő egységet (ISU) tartalmaz, amely két szuperszeletet szolgál ki. Az SMT8 mag gyakorlatilag két SMT4 egység, két készlet L1 gyorsítótárral, valamint IFU-kkal és ISU-kkal rendelkezik, melyek négy szuperszeletet hajtanak meg. Ennek eredményeként az a POWER9 12 és 24 magos változatai azonos számú szeletet (96 darabot) és ugyanannyi L1 gyorsítótárat tartalmaznak.
A POWER9 moduláris felépítése lehetővé tette, hogy csökkentsék az utasítás-futószalag fokozatainak számát, így a magoknak mind az SMT4, mind az SMT8 változatban, 12 fokozatú futószalagjuk van (öt fokozattal rövidebb, mint az elődjében, a POWER8-ban), ami elősegíti a 4 GHz körüli órajel-frekvencia megtartását. Ebben a processzortípusban elsőként jelentek meg a 2015 decemberében kiadott Power ISA v.3.0 elemei, az VSX-3 utasításokkal egyetemben. A POWER9 moduláris tervezése alapján több processzorváltozatban készül és licencelhető, az IBM-étől eltérő gyártási eljárással is. A csipen a tömörítést és kriptográfiát segítő társprocesszorok találhatók, valamint egy nagyméretű, alacsony késleltetésű, eDRAM-mal megvalósított L3 gyorsítótár.
A POWER9-en egy új megszakításvezérlő architektúrát vezettek be, ami felváltja a POWER4-től POWER8-ig alkalmazott sokkal egyszerűbb architektúrát, melynek neve „External Interrupt Virtualization Engine”, röviden XIVE. Az XIVE-t az Power10-ben is felhasználják.

### Scale out / scale up
A scale out a horizontális skálázást, a scale up a vertikális, ill. felskálázást takarja az IBM terminológiájában, ezeket SO és SU rövidítésekkel jelölik.
- IBM POWER9 SO – scale-out változat, két foglalatos, legfeljebb 120 GiB/s sávszélességű, közvetlenül csatlakoztatott DDR4 memóriával rendelkező számítógépekre optimalizálva[1][3][9] (a tervek szerint 2017-ben vagy 2018 elején jelent meg).
- IBM POWER9 SU – scale-up változat, négy vagy több foglalatra, nagy NUMA memóriájú gépek számára optimalizált kialakítás, legfeljebb 230 GiB/s sávszélességgel a pufferelt memóriához[1][9] (25,6 GHz-es jeltovábbítást használ a PowerAXON 25 GT/sec összeköttetési interfésszel).[13]

Mindkét POWER9 változat olyan változatban is szállítható, amelyben egyes magok le vannak tiltva kihozatali okok miatt, így a Raptor Computing Systems először 4 magos chipeket értékesített, és még az IBM is kezdetben legfeljebb 22 magos chipekkel árulta AC922-es rendszereit, annak ellenére, hogy mindkét típusú chip 24 magot tartalmaz a lapkán.

### I/O
A lapkákra számos teljesítményt növelő eszköz van építve, ezek segítik a masszív, chipen kívüli be- és kimeneti teljesítményt:
- Az SO változat integrált DDR4 vezérlőkkel rendelkezik a közvetlenül csatlakoztatott RAM-hoz, míg az SU változat a POWER8-ban bevezetett, chipen kívüli Centaur architektúrát használja a nagy teljesítményű eDRAM (beágyazott DRAM) L4 gyorsítótár és a DDR4 RAM memóriavezérlőkhöz való kapcsolatra.[1][3]
- A „Cumulus” és „Nimbus” processzorokban a Bluelink összeköttetést alkalmazzák a több processzor közötti NUMA összeköttetés biztosítására, az Nvidia NVLink protokolljának (NVLink v.2) futtatására, a memóriakoherencia biztosítására a Power9 CPU és az Nvidia „Volta” V100 GPU gyorsítók között, és hogy általánosabb memóriakoherens kapcsolatokat biztosítson más típusú gyorsítókhoz az OpenCAPI portokon keresztül.[15]
- Általános célú PCIe v.4 csatlakozók normál ASIC-ek, FPGA-k és más perifériák, valamint CAPI 2.0 és a POWER8-hoz tervezett CAPI 1.0 eszközök csatlakoztatásához.
- Multiprocesszoros (szimmetrikus többprocesszoros rendszer) kapcsolatok más POWER9 processzorok összekapcsolására ugyanazon az alaplapon, vagy más, szorosan kapcsolt felépítési elemekben.

## Lapkatípusok
A POWER9 processzorok kétféle maggal készülhetnek, ezen belül scale out vagy scale up (horizontálisan vagy vertikálisan skálázható) konfigurációban. A POWER9 magok vagy SMT4, vagy SMT8 típusúak; az SMT8 magokat PowerVM virtualizációs szoftvert alkalmazó rendszerekhez szánják, míg az SMT4 magok PowerNV rendszerekhez készülnek, melyek nem használnak PowerVM-et és leginkább Linuxot futtatnak. A POWER9 családban a scale out funkcióhoz készült chipek támogatják a közvetlenül csatlakoztatott memóriát, míg a scale up chipek a kettőnél több CPU-foglalattal rendelkező gépekhez használhatók, és pufferelt memóriát használnak.
|           | PowerNV       | PowerVM       |
|           | 24 × SMT4 mag | 12 × SMT8 mag |
| scale out | Nimbus        | ismeretlen    |
| scale up  |               | Cumulus       |

### Modulok
Az IBM OpenPOWER portálja felsorolja a Nimbus chiphez elérhető három modult, bár a PowerVM-hez készült scale-out SMT8 változat is a LaGrange modult/foglalatot használja:
- Sforza – 50 mm × 50 mm, 4 DDR4, 48 PCIe sáv, 1 XBus 4B[18]
- Monza – 68,5 × 68,5 mm, 8 DDR4, 34 PCIe sáv, 1 XBus 4B, 48 OpenCAPI sáv[19]
- LaGrange – 68,5 × 68,5 mm, 8 DDR4, 42 PCIe sáv, 2 XBus 4B, 16 OpenCAPI sáv[20]

A Sforza modulok land grid array (LGA) 2601 tűs foglalattal készülnek.

## Rendszerek

### Raptor Computing Systems / Raptor Engineering
- Talos II – kétfoglalatos munkaállomás/kiszolgáló platform POWER9 SMT4 Sforza processzorok használatával;[22] 2U kiszolgáló (server), 4U kiszolgáló, torony kiépítésben, vagy EATX alaplapként elérhető. A cég biztonságosként és tulajdonos által vezérelhetőként hirdeti, szabad és nyílt forráskódú szoftverrel és firmware-rel kerül forgalomba. Kezdetben 4 magos,[23] 8 magos,[24] 18 magos[25] és 22 magos[26] kiszerelésben szállították, míg a több maggal rendelkező lapkák nem álltak rendelkezésre.[27][28]
- Talos II Lite – a Talos II alaplap egyfoglalatos változata, ugyanazon hordozó áramköri lap felhasználásával.[29]
- Blackbird – egy foglalatos microATX platform SMT4 Sforza processzorokkal (akár 8 magos 160 W-os változatban), 4–8 maggal, 2 RAM bővítőhellyel (a teljes RAM mérete elérheti a 256 GiB-ot).[30]

### Google–Rackspace partnerség
- Barreleye G2 / Zaius – kétfoglalatos szerverplatform LaGrange processzorokkal;[22] mind a Barreleye G2, mind a Zaius váz a Zaius POWER9 alaplapot használja.[31][32][33]

### IBM
- Power System AC922 – 2U, 2× POWER9 SMT4 Monza, akár 6× Nvidia Volta GPU-val, 2× CAPI 2.0 csatolt gyorsítókkal és 1 TiB DDR4 RAM-mal. Az AC itt az Accelerated Computing rövidítése; ez a rendszer „Witherspoon” vagy „Newell” néven is ismert.[22][34][35][36][37]
- Power System L922 – 2U, 1–2× POWER9 SMT8, 8–12 mag processzoronként, max. 4 TiB DDR4 RAM (1 TiB = 1024 GiB), Linuxot futtató PowerVM.[38][39]

- Power System S914 – 4U, 1× POWER9 SMT8, 4–8 mag, max. 1 TiB DDR4 RAM-mal, AIX/IBM i/Linux rendszert futtató PowerVM.[38][39]
- Power System S922 – 2U, 1–2× POWER9 SMT8, 4–11 mag processzoronként, max. 4 TiB DDR4 RAM-mal, PowerVM alatt futó AIX/IBM i/Linux.[40]
- Power System S924 – 4U, 2× POWER9 SMT8, 8–12 mag processzoronként, max. 4 TiB DDR4 RAM-mal, PowerVM alatt futó AIX/IBM i/Linux.[38][39][41]
- Power System H922 – 2U, 1–2× POWER9 SMT8, 4–10 mag processzoronként, max. 4 TiB DDR4 RAM-mal, PowerVM, amely (Linux alatti) SAP HANA (HochleistungsANalyseAnwendung) rendszert futtat, AIX/IBM i-vel a rendszer legfeljebb 25%-án.[38][39][42]
- Power System H924 – 4U, 2× POWER9 SMT8, 8–12 mag processzoronként, max. 4 TiB DDR4 RAM-mal, (Linux-os) SAP HANA-t futtató PowerVM, AIX/IBM i-vel a rendszer legfeljebb 25%-án.[38][39][42]
- Power System E950 – 4U, 2–4× POWER9 SMT8, 8–12 mag processzoronként, max. 16 TiB pufferelt DDR4 RAM.[43]
- Power System E980 – 1–4× 4U, 4–16× POWER9 SMT8, 8–12 mag processzoronként, max. 64 TiB pufferelt DDR4 RAM.[44]
- 7063-CR2 hardverkezelő konzol – 1U, 1× POWER9 SMT8, 6 mag, 64–128 GiB DDR4 RAM.[45]

### Penguin Computing
- Magna PE2112GTX – 2U, kétfoglalatos szerver, nagy teljesítményű számítástechnika céljaira, LaGrange processzorokkal szerelve. Gyártja a Wistron.[46]

### IBM szuperszámítógépek

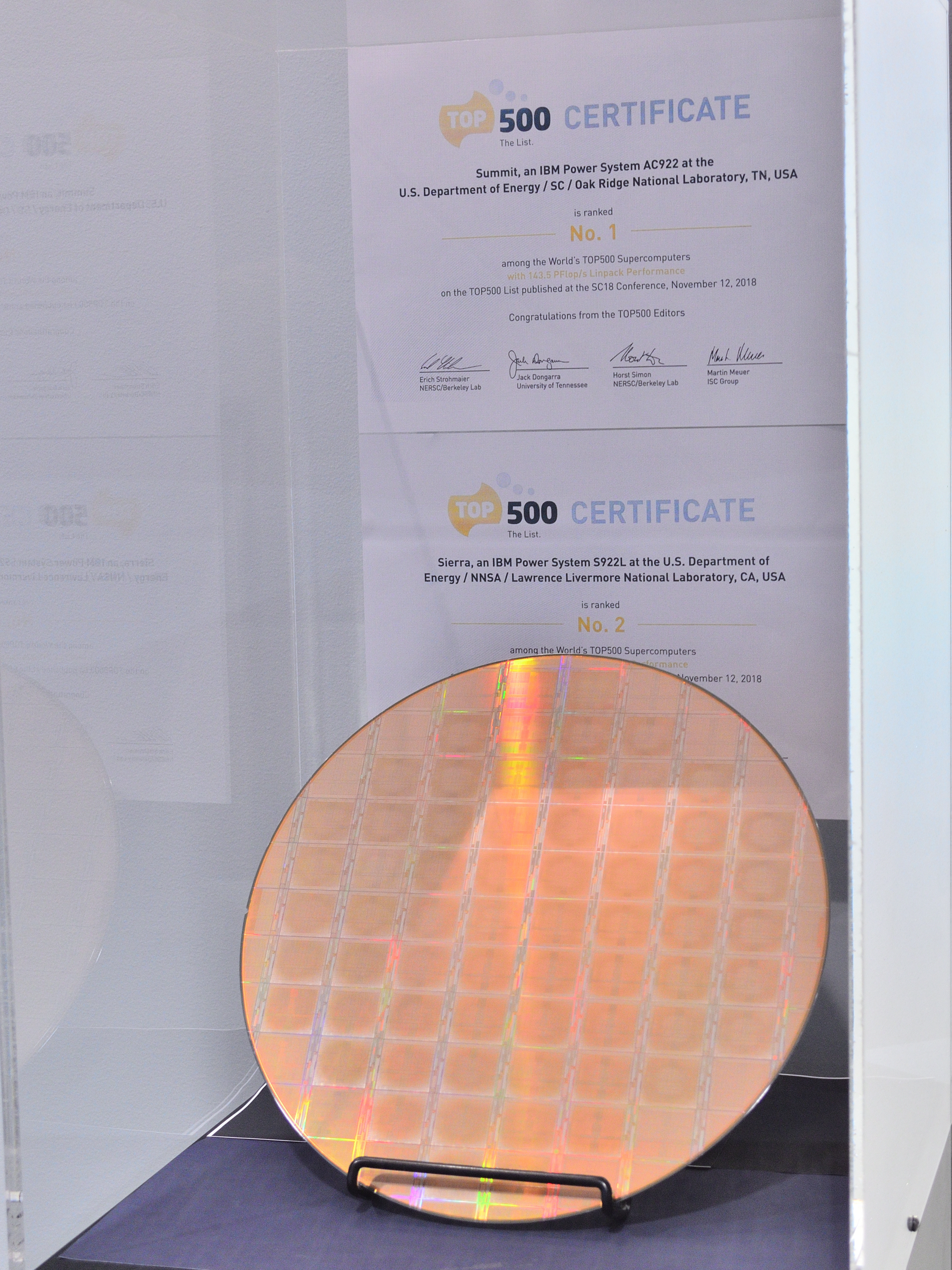
POWER9 ostya, a Summit és a Sierra TOP500 tanúsítványaival

- Summit és Sierra – Az Egyesült Államok Energiaügyi Minisztériuma az Oak Ridge nemzeti laboratóriummal és Lawrence Livermore nemzeti laboratóriummal közösen szerződést kötött az IBM-mel és az Nvidiával két szuperszámítógép, a Summit és a Sierra megépítésére. Ezek POWER9 processzorokon alapulnak, Nvidia Volta GPU-kkal párosítva. A rendszerek a tervek szerint 2017-ben váltak elérhetővé.[47][48][49] A Sierra az IBM Power Systems AC922 számítási csomópontján alapul.[35] A Summit első rackjait 2017. július 31-én kezdték szállítani az Oak Ridge Nemzeti Laboratóriumba.[50] A Summit-ot 2024 novemberében leszerelték, a Sierra még aktív.
- MareNostrum 4 – a negyedik MareNostrum szuperszámítógép feltörekvő technológiák blokkjában kiépített három fürt (klaszter) egyike egy Nvidia Volta GPU-kkal felszerelt POWER9 klaszter. Ez a klaszter várhatóan több mint 1,5 petaFlops számítási kapacitást biztosít a teljes üzemben. A MareNostrum 4 feltörekvő technológiák blokkja azért jött létre, hogy tesztelje: az új fejlesztések „alkalmasak lehetnek-e a MareNostrum jövőbeli változataihoz”.[51]

## Operációs rendszer támogatás
Mint elődjét, úgy a POWER9-et is támogatja a FreeBSD, IBM AIX, IBM i, Linux (PowerVM-mel és anélkül is), és az OpenBSD.
A POWER9 támogatás megvalósítása a Linux kernelben a 4.6-os verzióban kezdődött, 2016 márciusában.
A Red Hat Enterprise Linux (RHEL), SUSE Linux Enterprise (SLES), a Debian Linux, az Ubuntu Linux és a CentOS 2018 augusztusától támogatott.
A GNU Guix csomagkezelő szintén támogatja a POWER9-et, azonban a Guix rendszerdisztribúció támogatása kezdettől fogva „technológiai előzetesként” (Technology Preview) volt elérhető. 2021 augusztusától bizonyos támogatások beépültek a Guix fő disztribúciójába, de maga a platform továbbra is „technológiai előzetes” állapotban van.

## Fordítás
Ez a szócikk részben vagy egészben  a   POWER9 című angol Wikipédia-szócikk ezen változatának fordításán alapul.  Az eredeti cikk szerkesztőit annak laptörténete sorolja fel. Ez a jelzés csupán a megfogalmazás eredetét és a szerzői jogokat jelzi, nem szolgál a cikkben szereplő információk forrásmegjelöléseként.